# Zone d'assemblage de Cistecephalus
La zone d'assemblage de Cistecephalus est une zone d'assemblage ou une biozone de tétrapodes trouvable dans le sous-groupe d'Adélaïde du groupe de Beaufort, un groupe géologique majoritairement fossilifère et géologiquement important du supergroupe du Karoo en Afrique du Sud,,. Cette biozone a des affleurements situés dans la formation de Teekloof au nord-ouest de Beaufort West, dans le Cap-Occidental, dans les formations supérieur de Middleton et inférieur de Balfour, respectivement de Colesberg du Cap-Nord à l'est de Graaff-Reinet dans le Cap-Oriental. La zone d'assemblage de Cistecephalus est l'une des huit biozones du groupe de Beaufort et est considérée comme datant du Permien supérieur.
Le nom de la biozone fait directement référence au genre Cistecephalus, un petit thérapside dicynodonte fouisseur. La zone se caractérise par la présence de ce taxon, connue surtout des parties supérieures de cette biozone, et la première apparition du dicynodonte Aulacephalodon.